# Voisin C23
Der Voisin C23 ist ein Auto, das zwischen 1931 und 1936 vom französischen Flugpionier Gabriel Voisin in seinem Unternehmen Aéroplanes G. Voisin gebaut wurde.

## Geschichte
Mit dem Ziel, einen Wagen zu konstruieren, der von den Maßen zwischen dem kleineren 13CV und dem größeren 33CV liegt, konstruierte Gabriel Voisin den C23. Als Vorlage dienten ebendiese Wagen, so dass das Design sich problemlos in die bereits bestehende Produktpalette einfügte.

## Design
Das Design war bei den Voisin-Modellen seit 1925 fast unverändert geblieben. Von den Entwürfen des Architekten Le Corbusier beeinflusst, erwecken die Karosserien dieser Epoche den Eindruck eines kubistischen Kunstwerks. Sie sahen aus, als wären am Zeichenbrett drei Kästen (Motorraum, Fahrgastzelle, Kofferraum) aneinandergefügt worden. Außerdem sehr auffällig sind beim C23 die hinter den Radkästen angebrachten Quader.

## Motorisierung
Beim Motor setzte man im Hause Voisin auf die konventionelle Knight-Doppelschiebermotor-Technik mit 2994 cm³. Diese verhalf dem C23 zu einer Leistung von 66 kW bei einer Drehzahl von 3000 min−1 und einer Höchstgeschwindigkeit um die 130 km/h.